# Unternzenn

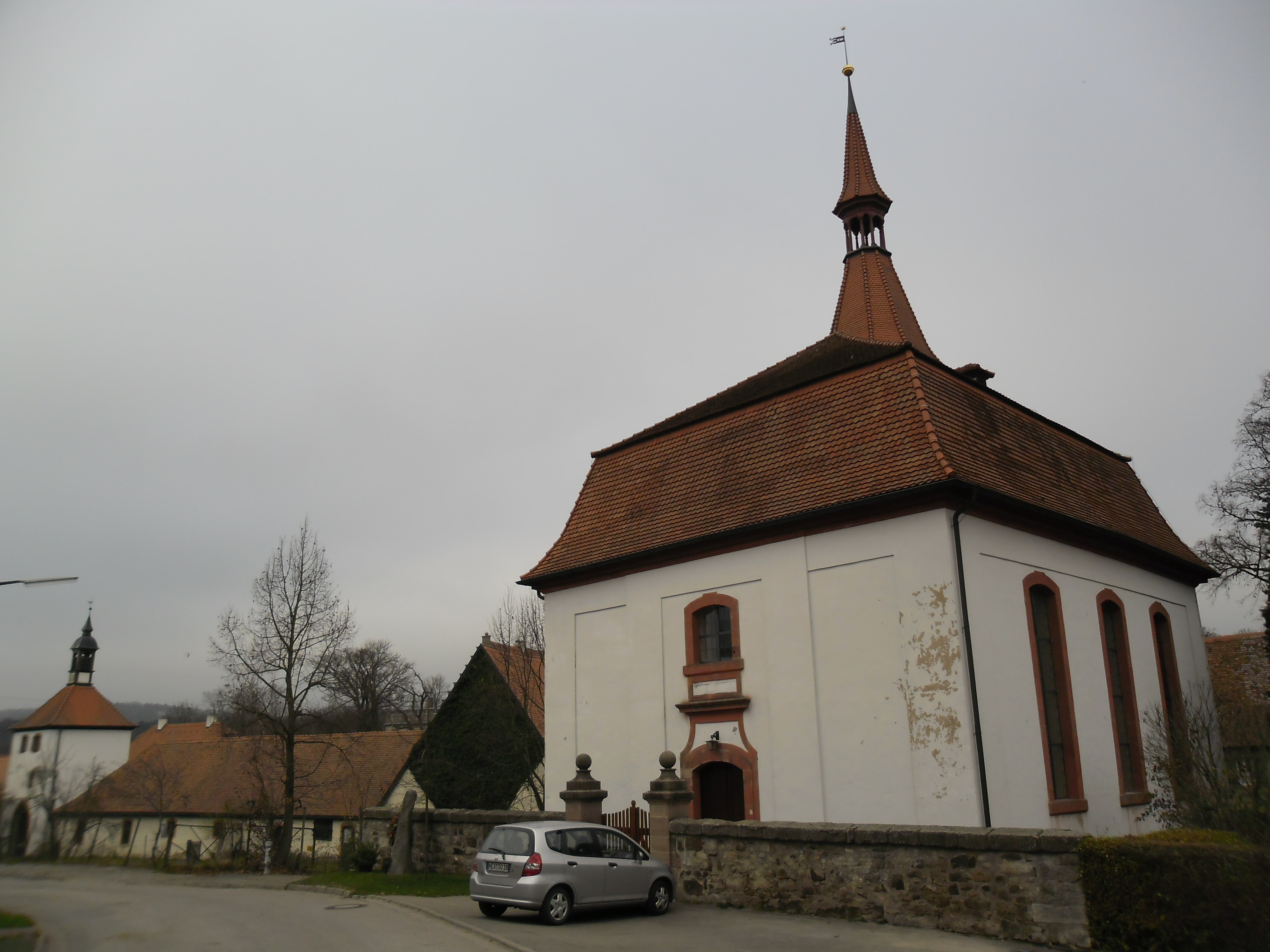
Evang.-luth. Filialkirche St. Maria

Unternzenn (fränkisch: Unnäazänn) ist ein Gemeindeteil des Marktes Obernzenn im Landkreis Neustadt an der Aisch-Bad Windsheim (Mittelfranken, Bayern). Die Gemarkung Unternzenn hat eine Fläche von 2,088 km². Sie ist in 218 Flurstücke aufgeteilt, die eine durchschnittliche Fläche von 9578,86 m² haben.

## Geografie
Das Kirchdorf liegt an der Zenn. 1 km nördlich erhebt sich der Sandbühl (408 m ü. NHN). Die Staatsstraße 2413 verläuft nach Obernzenn (1,2 km südwestlich) bzw. an der Hölzleinsmühle vorbei nach Oberaltenbernheim (2,2 km östlich).

## Geschichte
Im Jahre 1294 wurde der Ort als „Nidernczen“ erstmals urkundlich erwähnt, als Konrad IV. von Nürnberg und seine Frau Agnes dem Deutschen Orden die Burg Virnsberg an die Kommende Virnsberg mit Eingehörungen schenkten, darunter auch Unternzenn. Im Ort gab es ein Schloss, das im Besitz der Herren von Seckendorff-Aberdar war.
Gegen Ende des 18. Jahrhunderts gab es in Unternzenn 28 Anwesen. Das Hochgericht übte das Rittergut Unternzenn im begrenzten Umfang aus. Es hatte ggf. an das brandenburg-ansbachische Hofkastenamt Ansbach auszuliefern. Die Dorf- und Gemeindeherrschaft hatte das Rittergut Unternzenn inne. Grundherren waren das Rittergut Unternzenn (24 Anwesen: Schloss, Wirtshaus, 2 Mühlen, 7 Güter, 3 Gütlein, 10 Tropfhäuser) und die Gemeinde Unternzenn (3 Häuser, Schulhaus). Das Rittergut Unternzenn gehörte damals den Freiherren von Seckendorff-Aberdar und war dem Ritterkanton Altmühl steuerbar. Es übte das Hochgericht und die Dorf- und Gemeindeherrschaft auch über Egenhausen und Rosenbach aus. In Ober- und Unteraltenbernheim war es gemeinsam mit der Deutschordenskommende Virnsberg Dorfherr. Neben den 24 Anwesen in Unternzenn war es noch Grundherr in Breitenau (1 Anwesen), Egenhausen (56), Ipsheim (2), Oberaltenbernheim (9), Rosenbach (11), Unteraltenbernheim (22).
Im Jahre 1806 kam Unternzenn an das Königreich Bayern. Im Rahmen des Gemeindeediktes wurde 1808 der Steuerdistrikt Unternzenn gebildet, zu dem Egenhausen, Hölzleinsmühle und Sichelbronn gehörten. Die 1810 gebildete Ruralgemeinde war deckungsgleich mit dem Steuerdistrikt. Sie war in Verwaltung und Gerichtsbarkeit dem Landgericht Leutershausen zugeordnet und in der Finanzverwaltung dem Rentamt Colmberg. Die freiwillige Gerichtsbarkeit und die Polizei hatte jedoch bis 1848 das Patrimonialgericht Unternzenn inne. Mit dem Zweiten Gemeindeedikt (1818) entstanden zwei Ruralgemeinden: Unternzenn mit Hölzleinsmühle und Egenhausen mit Sichelbronn. Ab 1862 gehörte Unternzenn zum Bezirksamt Ansbach und dem Rentamt Ansbach. Die Gerichtsbarkeit blieb bis 1879 beim Landgericht Leutershausen. Am 1. Januar 1880 kam Unternzenn zum Bezirksamt Uffenheim (1938 in Landkreis Uffenheim umbenannt) und zum Rentamt Windsheim (1919 in Finanzamt Windsheim umbenannt, seit 1932 Finanzamt Uffenheim). Die Gerichtsbarkeit hatte das Amtsgericht Windsheim inne, seit 1973 ist das Amtsgericht Neustadt an der Aisch zuständig. Die Gemeinde hatte 1964 eine Gebietsfläche von 1,858 km².
Am 1. Januar 1978 wurde Unternzenn im Zuge der Gebietsreform in Bayern nach Obernzenn eingemeindet.

### Baudenkmäler
In Unternzenn gibt es sieben Baudenkmäler:
- Evang.-luth. Filialkirche St. Maria
- Haus Nr. 10: ehemaliges Schul- und Lehrerwohnhaus
- Haus Nr. 12: Schloss Unternzenn mit Nebengebäuden
- Haus Nr. 14: Gärtnerhaus und Kellergebäude
- Haus Nr. 21: Fachwerkhaus
- Haus Nr. 23: Gasthaus Goldener Löwe
- Haus Nr. 31: ehemaliges Gemeindehaus

### Bodendenkmäler
In der Gemarkung Unternzenn gibt es vier Bodendenkmäler.

### Einwohnerentwicklung
| Jahr      | 1818   | 1840   | 1852   | 1855   | 1861   | 1867   | 1871   | 1875   | 1880   | 1885   | 1890   | 1895   | 1900   | 1905   | 1910   | 1919   | 1925   | 1933   | 1939   | 1946   | 1950   | 1952   | 1961   | 1970   | 1987  |
| Einwohner | 153    | 153    | 147    | 148    | 134    | 146    | 163    | 192    | 166    | 154    | 132    | 129    | 113    | 120    | 126    | 118    | 125    | 112    | 109    | 175    | 163    | 149    | 110    | 108    | 111   |
| Häuser    | 35     | 32     |        |        |        |        | 33     |        |        | 33     | 32     |        | 28     |        |        |        | 22     |        |        |        | 27     |        | 26     |        | 25    |
| Quelle    | [ 20 ] | [ 21 ] | [ 22 ] | [ 22 ] | [ 23 ] | [ 24 ] | [ 25 ] | [ 26 ] | [ 27 ] | [ 28 ] | [ 29 ] | [ 30 ] | [ 31 ] | [ 30 ] | [ 32 ] | [ 30 ] | [ 33 ] | [ 30 ] | [ 30 ] | [ 30 ] | [ 34 ] | [ 30 ] | [ 15 ] | [ 35 ] | [ 2 ] |

## Religion
Der Ort ist seit der Reformation evangelisch-lutherisch geprägt und bis heute nach Allerheiligen (Egenhausen) gepfarrt. Die Einwohner römisch-katholischer Konfession sind nach Mariä Himmelfahrt (Sondernohe) gepfarrt.